# جرج براون
جرج براون (به انگلیسی: George Brown) بازیکن فوتبال زادهٔ ۲۲ ژوئن ۱۹۰۳ اهل کشور انگلستان بود که سابقهٔ بازی در تیم ملی فوتبال انگلستان را در کارنامهٔ خود دارد. وی در تاریخ ۲۰ اکتبر ۱۹۲۶ نخستین بازی ملی خود را در مقابل تیم ملی فوتبال ایرلند شمالی انجام داد و با حضور در ۹ بازی ملی، در تاریخ ۱۶ نوامبر ۱۹۳۲ واپسین بازی ملی‌اش را در برابر تیم ملی فوتبال ولز برگزار کرد.
این بازیکن توانسته در بازی‌های ملی، ۵ گل به ثمر برساند.